# Cecilia Elde
Maria Cecilia Elde, född 15 juni 1964 i Farsta församling i Stockholm, är en svensk konstnär.

## Biografi
Cecilia Elde är utbildad vid Nyckelviksskolan 1982–1983, Gerlesborgsskolan i Stockholm 1984–1986 och Kungliga Konsthögskolan i Stockholm 1988–1992. Hon har haft en rad utställningar och finns representerad bland annat vid Universitetssjukhuset i Linköping, Umeå universitet och Gävle bibliotek. Hon har utfört offentliga utsmyckningen ”Något som inte blev, men någon flyttar in” på BUP, Södersjukhuset, i samarbete med sambon Per B. Sundberg och dottern Lou Elde.
Cecilia Elde är dotter till konstnären Bengt Elde och textilkonstnären Kerstin, ogift Olofsson, samt sondotter till kyrkoherde Hilmer Elde och kusin till Anna-Karin Elde.